# Popples
Popples è una serie di giocattoli creati dalla Those Characters From Cleveland (TCFC), una compagnia sussidiaria della American Greetings. Il loro design fu realizzato da Susan Trentel, che aveva lavorato per la TCFC e in passato aveva creato i primi prototipi per Strawberry Shortcake e gli orsetti del cuore. Furono lanciati sul mercato nel 1985.

## Descrizione
I popples sono degli esseri vagamente somiglianti a degli orsetti di peluche dai colori sgargianti con una tasca-marsupio sulla schiena, dentro la quale possono essere risvoltati facendoli diventare una sorta di palla. Pur avendo l'aspetto generale di un orsetto i popples hanno una coda lunga e sottile dotata di un pon pon alla fine e delle orecchie simili a quelle di un cane cocker. La prima serie dei popples prevedeva nove personaggi (sei femmine e tre maschi) di tre differenti dimensioni (grandi, medie e piccole). Contemporaneamente fu lanciata una serie che riprendeva gli stessi personaggi però tutti in dimensioni tascabili. In seguito furono lanciate sul mercato altre linee di popples come Rock Star Popples o Sports Popples.

## Personaggi
La prima linea di popples includeva nove personaggi:
- PC (Pretty Cool) Popple: Popple maschio grande dal pelo blu, capelli rosa ed orecchie una arancione ed una gialla.
- Party Popple: Popple femmina grande dal pelo rosa, capelli fucsia ed orecchie una lavanda ed una rosa.[3]
- Pancake: Popple femmina grande dal pelo porpora, capelli arancioni ed orecchie una grigia ed una blu.
- Puzzle: Popple maschio medio dal pelo arancione, capelli blu ed orecchie una blu ed una rossa.
- Prize: Popple femmina media dal pelo magenta , capelli bianchi ed orecchie una rosa ed una verde.
- Puffball: Popple femmina media dal pelo bianco, capelli gialli ed orecchie una blu ed una magenta.
- Pretty Bit: Popple femmina piccola dal pelo lavanda, capelli fucsia ed orecchie una blu ed una rosa.
- Potato Chip: Popple femmina piccola dal pelo giallo, capelli rosa ed orecchie una lavanda ed una magenta.
- Putter: Popple maschio piccolo dal pelo verde, capelli arancione ed orecchie una rossa ed una blu.

## Altri media
Dal 1986 al 1987 fu trasmesso il cartone animato Popples per la durata di due stagioni, contemporaneamente a un fumetto basato sulla serie televisiva ma pubblicato solo negli Stati Uniti.
In concomitanza con la nuova serie Popples su Netflix, una linea di giocattoli rinnovata è stata rilasciata il 30 ottobre 2015 da Spin Master e Saban Brands , tra cui i personaggi Bubbles, Lulu, Sunny, Izzy e Yikes. Nel 1986 la American Greetings pubblicò anche un videogioco per Commodore 64, A Popples Christmas Adventure, dedicato ai più piccoli e costituito da una serie di scenette multimediali e da un semplice labirinto da risolvere.